# Il giorno dei morti (romanzo)
Il giorno dei morti (in olandese Allerzielen) è il romanzo pubblicato nel 1998 in prima edizione olandese e nel 2001 in prima edizione italiana dallo scrittore olandese Cees Nooteboom.

## Descrizione
Il giorno dei morti è il romanzo di Cees Nooteboom scritto dopo De filosoof zonder ogen. Europese reizen, del 1989 rivelatosi un evento editoriale e suscitando diverse e contrastanti reazioni. Il libro è caratterizzato dalla trama elementare, ridotta. Riporta molte conversazioni che trattano in astratto questioni di vita e di morte.

## Trama
Il protagonista Arthur Daane è un documentarista olandese di mezza età che ha perso di recente moglie e figlio in un incidente aereo, che vive senza radici a Berlino e, quando non è impegnato in lavori, si aggira tra le strade della città per filmare scale vuote, spazi recintati, figure solitarie sulle porte, immagini che nessuno vedrà mai. Arthur Daane si trova a Berlino mentre nevica. I rumori vengono attutiti dai fiocchi che cadono e la scenografia dell'ambiente ne risulta velata. Il tempo atmosferico richiama la memoria di un altro viggio, in Grecia. Il dialogo interiore richiama Dio e le cose terrene come le birrerie, gli amici, le bevute in compagnia e i loro discorsi. Gli amici sono Arno, Victor, Zenobia, Vera ed Erna. L'autore affronta ancora una volta il tema dell'Europa e della sua cultura partendo da Berlino. Arthur è un olandese che ha perduto moglie e figlio per un incidente aereo, lavora come fotografo e documentarista e produce servizi su guerre e miserie umane.
Il giorno dei morti è un romanzo a più voci. Il personaggio principale è un documentarista di 44 anni, Arthur Daane, che deve viaggiare molto per la sua professione, ma vive principalmente nella città di Berlino, che si sta riprendendo dalle cicatrici del passato e dopo la seconda guerra mondiale. Il documentarista ha perso la moglie e il figlio in un incidente aereo. Cerca di sopravvivere parlando per ore in particolare con tre amici, Arno, Victor e Zenobia. Di solito quando fuori nevica si ritrovano in una Weinstube e discutono in astratto su questioni di vita e di morte, ma la propria sofferenza viene accuratamente evitata come argomento di conversazione. La situazione cambia gradualmente quando Daane incontra una connazionale, la storica Elik Oranje che si è dedicata allo studio della vita di una regina spagnola del XII secolo e sulla quale intende elaborare una sua tesi. Anche lei è segnata, una profonda cicatrice sul viso ricorda uno scontro pesante col padre africano ubriaco. Tra le righe si può leggere qualcosa sulla ricerca di Elik di nuovi genitori (la regina è allora la madre, e  Arthur diventa il padre). Questi sentimenti si ritrovano confusi nel protagonista. Quando Elik si reca in Spagna, Arthur la segue dopo aver raccolto informazioni da sua nonna olandese. Sembra che stia studiando negli archivi di Madrid. Mentre scende in una stazione della metropolitana viene aggredito per rubargli la sua macchina fotografica. Riceve un tale colpo alla testa che rischia la morte e viene ricoverato in rianimazione. Si sveglia in ospedale solo dopo quattordici giorni e i tre amici berlinesi sono in piedi accanto al suo letto. C'era anche Elik, sino a pochi giorni prima ma è ripartita, a quanto pare, verso Santiago. Quando Arthur si è ripreso ed è in grado di viaggiare, parte per il Nord, che considera una specie di deviazione per Santiago, ma poi cambia idea e decide di andare nei Paesi Bassi. Si sospetta che poi andrà di nuovo a Berlino.

## Struttura
La struttura base del romanzo è quella del vagabondare ciclico, come in diverse altre opere dell'autore anche se in senso leggermente diverso. Il prototipo di un simile viaggio è quello di Ulisse da e per Itaca. il ruolo di Elik è quello della dea della morte, che allude alla seducente Calipso.

## Critica
Nooteboom deve molto allo studio sui miti della resurrezione di James George Frazer. Arthur è come coloro che compiono un viaggio attraverso il regno dei morti (i quattordici giorni di coma) e ritornano nel loro mondo. A volte l'autore rende le sue allusioni troppo esplicite mentre l'accenno frazeriano è ben nascosto, come la visita dei tre amici è paragonata a quella dell'Epifania, cioè al presepe. I suoi migliori amici discutono trasformando e rigirando i concetti in parole prive di senso. Elik è una studentessa di storia irritabile e sembra che nessuno nel mondo di Nooteboom abbia un vero lavoro. Arthur passa molto tempo a cercarla perché non gli dice mai dove vive. Sembra credere che la sua salvezza risieda in questa donna ma ad una lettura più attenta si è spinti a pensare che dovrebbe semplicemente uscire di più, o almeno mettersi a lavorare sul serio. Anche la traduzione in certi casi risulta poco adatta.

## Edizioni

### Edizione originale in olandese
- (NL) Cees Nooteboom, Allerzielen, Amsterdam, Atlas, 1998, OCLC 41083401.

### Edizione in italiano
- Cees Nooteboom, Il giorno dei morti, traduzione di Fulvio Ferrari, Milano, Iperborea, 2001, ISBN 9788870910995, OCLC 801151899.

### Edizioni in altre lingue
- (ES) Cees Nooteboom, El día de todas las almas, Barcelona, Debolsillo, 2007, OCLC 434528630.
- (TR) Cees Nooteboom, Bütün ruhlar günü: roman, traduzione di Burcu Duman, İstanbul, Yapı Kredi Yayınları, 2012, OCLC 1322366329.
- (DE) Cees Nooteboom, Allerseelen: Roman, traduzione di Helga van Beuningen, Berlin, Suhrkamp, 2013, OCLC 871612364.
- (EN) Cees Nooteboom, All Souls' Day, traduzione di Susan Massotty, London, Maclehose Press, 2022, OCLC 1322366329.